# Mo (zoología china)
Mo (貘) era el nombre chino estándar para el panda gigante desde el siglo III a. C. hasta el siglo XIX d. C., pero en 1824, el sinólogo francés Jean-Pierre Abel-Rémusat identificó erróneamente el mo como el recién descubierto Tapir malayo blanco y negro (Tapirus indicus), que nunca habitó China en tiempos históricos. Él basó esta identificación errónea en ilustraciones chinas en madera que representaban una quimera mitológica mo (貘) con trompa de elefante, ojos de rinoceronte, cola de vaca y patas de tigre (también conocido como el baku japonés 獏), que el poeta Tang Bai Juyi describió por primera vez en el siglo noveno. Las consecuencias del error de Abel-Rémusat fueron extensas. Su presunción de que mo significaba "tapir chino" fue adoptada de inmediato en la zoología occidental, y para fines del siglo XIX fue aceptada como un hecho científico moderno en China y Japón. En el siglo XX, dado que mo había perdido su significado original, el panda gigante recibió un nuevo nombre chino da xiongmao (大熊貓 lit. "gato oso grande"). 

## Zoología

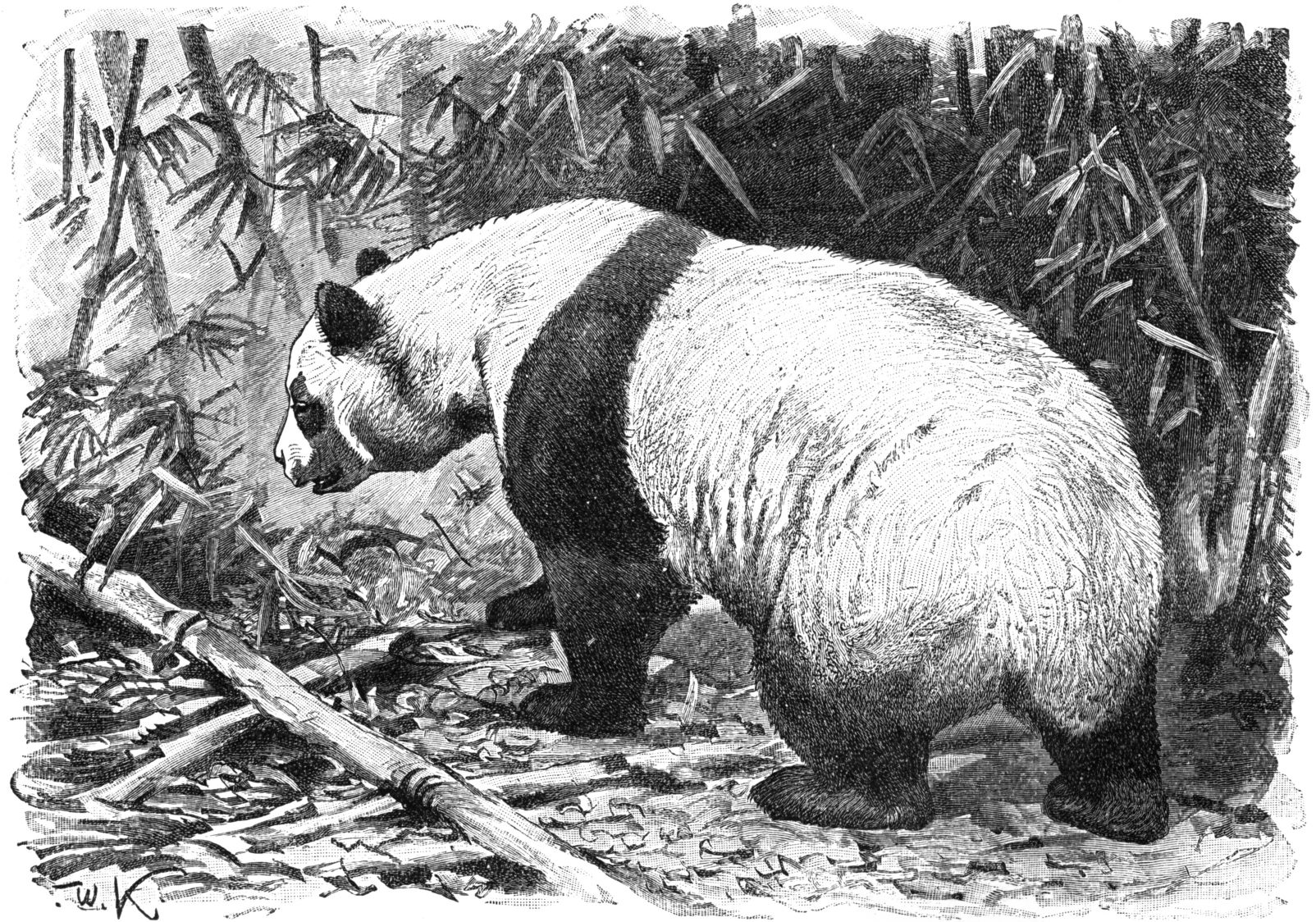
Ilustración de un panda gigante, Wilhelm Kuhnert, 1927.

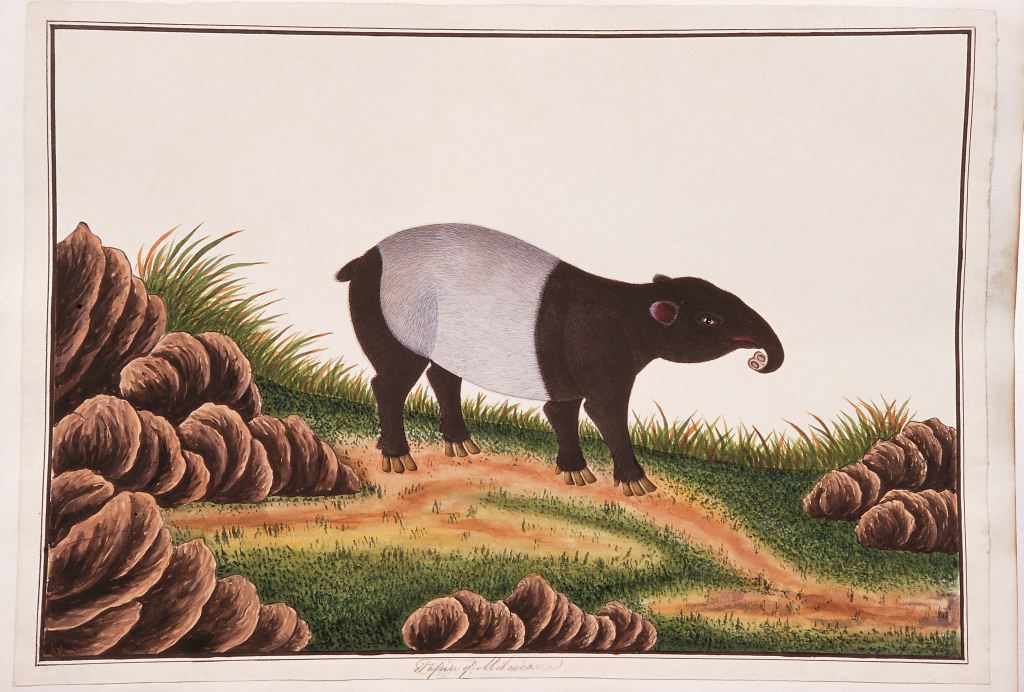
Acuarela del tapir malayo, 1819-1823, Colección William Farquhar de dibujos de historia natural.

El panda gigante u oso panda (Ailuropoda melanoleuca) es un oso grande, blanco y negro, nativo de los bosques montañosos del sur y centro de China. Su hábitat se encuentra principalmente en Sichuan, pero también en los vecinos Shaanxi y Gansu. El pelaje del panda es principalmente blanco con pelaje negro en las orejas, parches en los ojos, hocico, hombros y piernas. A pesar de su clasificación taxonómica como carnívoro, la dieta del panda gigante es principalmente herbívora, y consiste casi exclusivamente en bambú. 
El tapir malayo o tapir asiático (Tapirus indicus) es un perisodáctilo blanco y negro, de aspecto algo parecido a un cerdo y con una trompa larga y flexible. Su hábitat incluye el sur de Myanmar, el sur de Vietnam, el suroeste de Tailandia, la península malaya y Sumatra. El pelaje del animal tiene un parche de color claro que se extiende desde los hombros hasta las nalgas, y el resto del pelo es negro, excepto por las puntas de las orejas con bordes blancos. El tapir malayo es exclusivamente herbívoro y se alimenta de brotes y hojas de muchas especies de plantas. 
La zooarqueología revela que los huesos fósiles de Ailuropoda y Tapirus se encontraron en restos de animales del Pleistoceno en la región del sur de China (Harper 2013: 191). El panda gigante y el tapir continuaron ocupando las tierras bajas y los valles fluviales del sur de China hasta el límite del Pleistoceno y el Holoceno, alrededor de 10 000 años antes del presente (Harper 2013: 193). Los humanos paleolíticos en China probablemente tuvieron la oportunidad de encontrarse con pandas y tapires, pero unos 3 500 años antes del presente, el tapir ya no habitaba China (Chang 1999: 43). 
Los restos de animales de la dinastía Shang excavados en Anyang, Henan incluía Tapirus pero no Ailuropoda. Dos fragmentos mandibulares de tapir son la única presencia de tapires del Pleistoceno o del Holoceno que se encuentran hasta el norte. Los paleontólogos Teilhard de Chardin y Yang Zhongjian creían que los huesos de tapir eran evidencia de una importación Shang desde el sur, y son la "última evidencia zoológica de contacto humano-tapir en China, que ocurre en una región zoogeográfica nunca habitada por el tapir" (Harper 2013: 193). 
Los huesos del oráculo Shang de alrededor del siglo XIII al XI, que constituyen el corpus más antiguo conocido de la escritura china antigua, incluyen algunas escrituras en huesos de Oracle tentativamente identificadas como gráficos mo <* mˁak (貘 o 獏). Según Harper, estas inscripciones de bronce del oráculo Shang y Zhou tenían más probabilidades de ser un nombre para un clan o lugar que un animal salvaje (Harper 2013: 194-195). 
Los zoólogos occidentales se enteraron por primera vez tanto del tapir malayo como del panda gigante en el siglo XIX. En enero de 1816, el mayor William Farquhar, residente de Malacca, envió el primer relato del tapir malayo a la Royal Asiatic Society de Gran Bretaña e Irlanda con dibujos del animal y su esqueleto. Sin embargo, no asignó un nombre binomial para el "tapir de Malaca", y Anselme Gaëtan Desmarest acuñó el Tapirus indicus en 1819 (Lydekker 1900: 31). En diciembre de 1816, GJ Siddons descubrió un joven tapir en el Bencoolen británico, Sumatra, que envió a la Sociedad Asiática en Calcuta (Maxwell et al. 1909: 100-102). El naturalista francés Pierre-Médard Diard, que estudió con Georges Cuvier, leyó el relato de Farquahr, examinó el tapir de Siddons en la casa de fieras del gobernador en Barrackpore y envió una descripción a Anselme Gaëtan Desmarest en París, quien publicó un relato del tapir en 1819 (Seton 1820: 422-424, Farquhar et al.2010: 26-27). 
En 1869, el sacerdote lazarista francés Armand David (1826-1900) adquirió un espécimen que los cazadores en Sichuan capturaron vivo, que fue asesinado y enviado a París para su estudio. Él acuñó el nombre binomial original del panda gigante Ursus melanoleucus (del latín "oso blanco y negro") y el nombre francés correspondiente ours blanc et noir (David 1869 5: 13). El primer occidental conocido que vio un panda gigante vivo es el zoólogo alemán Hugo Weigold, quien compró un cachorro en 1916. Kermit y Theodore Roosevelt, Jr., se convirtieron en los primeros extranjeros en disparar a un panda, en una expedición de 1929 financiada por el Field Museum of Natural History. En 1936, Ruth Harkness se convirtió en la primera occidental en traer de vuelta un panda gigante vivo, que se fue a vivir al Brookfield Zoo (Harper 2013: 186, 214). 

## Terminología

Escritura de bronce de la dinastía Shang tardía para 貘, c.

Escritura del sello de la dinastía Qin para 貘,

El idioma chino tiene numerosos nombres para el "panda gigante" que van del chino antiguo *mˁak (貘 o 獏) al chino estándar moderno dàxióngmāo (大熊貓). Hay que tener en cuenta que las reconstrucciones chinas antiguas y medias son de William H. Baxter y Laurent Sagart (2014). 

### Mo
El nombre estándar de "panda gigante" mò (貘) está escrito con varias variantes gráficas de caracteres. 
Mò < chino medio, mak < chino antiguo *mˁak (貘 o 獏, panda gigante) son caracteres compuestos fono-semánticos que combinan el componente fonético mò < mak <*mˁak (莫, "no; nada; no") con los indicadores semánticos "bestia depredadora" 豸 o "perro" 犭. 
Mò < mæk <*mˁak (貊 o 貉) era un "antiguo etnónimo para los no chinos en el noreste de China" (cf. coreano Maek (貊) gente), que a veces se usaba como un carácter de préstamo fonético homófono para escribir mò < mak < *mˁak (貘, panda). Los gráficos combinan el indicador semántico de "bestia depredadora" con bǎi < pæk <* pˁrak (百, cien) y gè < kak <* kˁak (各, cada uno) componentes fonéticos: 貉 generalmente se pronuncia hé < xæk <* qʰˁrak que significa "perro mapache". Los caracteres chinos para los pueblos no chinos ("bárbaros") frecuentemente usaban estos indicadores semánticos de "bestia" y "perro" como insultos étnicos, ver Peyorativos gráficos en chino escrito. 
Estas variantes de nombre de panda mo (貘, animal del sudoeste) y mo (貊, región noreste) se distinguieron fácilmente del contexto. La noción de "blancura" es un factor común entre los nombres del "panda gigante" en blanco y negro. Mo < *mˁak (貊, "panda") tiene una variante mo o bo (貃), con un componente fonético bái < bæk <* bˁrak (白, "blanco"). La primera definición del diccionario de mo (貘, "panda") es báibào < *bˁrakpˁ‹r›u (白 豹, "leopardo blanco", ver el Erya a continuación). Las criaturas auspiciosas chinas eran con frecuencia blancas, como el baihu (白虎, tigre blanco) y el baize (白 澤) a continuación (Harper 2013: 218). 
La paleografía confirma que los primeros gráficos para mo < *mˁak (貘 o 獏) aparecen en la escritura de bronce en las inscripciones en bronce chino de la dinastía Shang (c. 1600-1046 a. C.) y la dinastía Zhou (c. 1046–256 a. C.), y en el sello guion estandarizado durante la dinastía Qin (221–206 a. C.). Las antiguas escrituras de bronce y sello combinan un indicador semántico de pictografía de animales con un componente fonético * mˁak escrito con elementos dobles 艸 o 艹 "hierba" y 日 "sol", pero la "hierba" inferior se cambió a 大 "grande" en el moderno fonética mò (莫). 
La etimología china antigua de mò <* mˁak (貊, 貉, 漠, 膜) palabras relacionadas con mù <* mək (牧, pasto; manada; pastoreo; animales) (Schuessler 2007: 390, 393). En los manuscritos Chu de los siglos V y IV a. C. excavados en Hubei, mò < *mˁak (莫) se usaba para escribir "piel animal" (Chen 2004: 251).

### Otros nombres de panda
El panda gigante tiene algunos nombres chinos adicionales. Los mitos antiguos de que los pandas pueden comer hierro y cobre llevaron a la denominación shítiěshòu (食 鐵 獸, bestia come hierro). La variedad china que se habla en el hábitat principal de pandas de Sichuan tiene nombres de huaxiong (花 熊, "oso florido") y baixiong (白熊, "oso blanco", reiterando la "blancura" mencionada anteriormente), que ahora es el nombre chino habitual para el "oso polar " (Harper 2013: 191). 
El nombre moderno chino estándar daxiongmao ( 大熊貓, lit. "gato oso grande", panda gigante), que fue acuñado del género taxonómico Ailuropoda del nuevo ailuro latino "gato". El nombre relacionado xiaoxiongmao (小熊貓 "gato oso pequeño") se refiere al panda menor o rojo (Ailurus fulgens) nativo del Himalaya oriental y suroeste de China. 

### Nombres asociados

Ilustración en madera del pi (貔), 1725, Gujin Tushu Jicheng.

Además de los términos específicos de panda anteriores, hay varios nombres de animales relacionados. 
En la terminología zoológica china temprana, el mo < *mˁak (貘, "panda gigante") se consideraba una especie de bào < *pˁ‹r›u (豹, "leopardo"). El siguiente Erya define mo como báibào < *bˁrakpˁ‹r›u (白 豹, "leopardo blanco"). 
Pí < *bij (貔) o Pixiu < *bijqʰu (貔貅) era un "feroz animal mítico gris y blanco con forma de tigre u oso" que los estudiosos han asociado con el panda gigante. El Erya define pi como baihu < *bˁrakɡʷˁa (白狐, "zorro blanco") y su cría se llama hù < *ɡˁaʔ (豰). El comentario de Guo Pu da un nombre alternativo de zhiyi < *tipləj (執 夷), y agrupa pi con tigres y leopardos (虎豹 之 屬). La entrada en el Shuowen jiezi une pi con la región noreste de Mo (貊 o 貉, también utilizada para "panda"): "Pertenece al grupo leopardo (豹 屬), proviene del país Mo (貉). 'El Shijing dice, "ofrece como regalo ese pi pelt (獻 其 貔 皮)", y el Zhoushu dice, "como un tigre como pi [如 虎 如 貔]". Pi es una bestia feroz [猛獸]". Tres entradas en el Shuowen jiezi después de esta, se dice que el mo (貘, panda) vino de Shu en el suroeste. Por lo tanto, en los textos anteriores a Han y Han, las palabras mo y pi "no denotaban el mismo animal y pi no puede ser el panda gigante" (Harper 2013: 219). 
Xuanmo <* ɢʷˁinmˁak (玄 獏 "dark mo ") fue un producto regional que el pueblo Yi del noreste de Lingzhi (actual Hebei ) presentó a la corte de Zhou, según el pre-Han Yi Zhou shu . El comentarista del siglo III Kong Chao (孔 晁) se refirió a la definición de Erya de mo como baibao ("leopardo blanco") o baihu (白狐, "zorro blanco") en una lectura de texto variante, y definió xuanmo como heibao (黑豹, "leopardo negro") o heihu (黑 狐, "zorro negro"). Sin embargo, dado que xuanmo vino del noreste de China, es poco probable que el referente fuera el panda gigante del suroeste (Harper 2013: 217). 
Chéng < *C.lreŋ (程, "cantidad; regla; viaje") es un nombre oscuro de animal que podría estar relacionado con el mo. Los zhuangzi y liezi tienen la frase "qingning genera cheng, cheng genera caballo, caballo genera humanidad" (青青生程 程生馬 馬生人) en un pasaje sobre procesos cíclicos. Una cita medieval del libro perdido Shizi dice que cheng (程) era equivalente al nombre chino estándar bao (豹, "leopardo") y al nombre regional Yue (región costera del sudeste) mo (貘). El comentarista Shen Gua (1031-1095) dijo que el significado antiguo podría ser el mismo que el uso contemporáneo en Yanzhou (en el actual Shaanxi), donde cheng era la palabra local para chong (蟲, que significa "tigre; leopardo"). Harper concluye que incluso si asumimos que la cita de Shizi es auténtica, la información de que cheng, bao y mo eran sinónimos antiguos en idiomas regionales no es evidencia de que ninguno de ellos se refiriera al panda gigante (2013: 217). 
Jiǎotù < *k-rˁiwʔ l̥ˁa-s (狡兔, "liebre astuta") es un animal devorador de hierro relacionado con el mo. Está registrado en el Shiyi ji (拾遺 記, Registro de Gleanings), compilado por el Daoísta Wang Jia (d. 390 d. C.) a partir de historias apócrifas. "La astuta liebre encontrada en la montaña Kunwu tiene forma de conejo, el macho es amarillo y la hembra blanca, y come cinabrio, cobre y hierro. Antiguamente, cuando todas las armas en el arsenal del Rey de Wu desaparecieron, cavaron en el suelo y descubrieron dos liebres, una blanca y otra amarilla, y sus estómagos estaban llenos de hierro, que cuando se lanzaban a las armas cortarían el jade como barro. La liebre astuta está en la categoría de mo panda ". (昆吾山狡兔形如兔雄黃雌白食丹石銅鐵 昔吳王武庫兵器悉盡掘地得二兔一白一黃腹內皆鐵取鑄爲劒切玉如泥皆貘類也)

## Mopanda gigante
Textos chinos han descrito la mo "panda gigante" desde hace más de dos milenios. 

### Erya
La sección del léxico de Erya del siglo IV o III a. C. shou (獸 "bestias") define mo (貘, "panda gigante") como un baibao (白 豹, "leopardo blanco"). El leopardo de las nieves (Panthera uncia) es una identificación alternativa de este "leopardo blanco" (Read, 1931, no. 352). El comentario de Erya por Guo Pu (276-324) dice que el mo:
 Se asemeja a un oso, con una cabeza pequeña, patas cortas, blanco y negro mezclado; capaz de lamer y consumir juntas de hierro, cobre y bambú; sus huesos son fuertes y sólidos por dentro, con poca médula; y su piel puede repeler la humedad. Algunos dicen que un leopardo de color blanco tiene el nombre separado mo . (tr. adaptado de Harper 2013: 185, 205) [似熊頭庳腳黑白駁能舐食銅鐵及竹骨骨節強直中實少髓皮辟濕或曰豹白色者別名貘] 
 Las siguientes dos definiciones Erya de nombres de animales son paralelas a mo : han < *ɡˁam (甝) es un baihu < *bˁrakqʰˁraʔ (白虎, "tigre blanco"); shu < *Cə.liwk (虪) es un heihu < *m̥ˁəkqʰˁraʔ (黑虎, "tigre negro"). El comentario de Guo dice que los nombres se refieren a tigres de color blanco y negro, no a animales zoológicamente diferentes. A diferencia de la identidad cultural y la historia familiar del panda gigante mo, ni han ni shu aparecen en los primeros textos además del Erya (Harper 2013: 216). 

### Shanhai jing
El siglo III o II a. C. Shanhai Jing (Clásico de Montañas y Mares) la mitogeografía no menciona directamente mo (貘), pero dice que una montaña tiene forma de panda mengbao ( like豹, "leopardos feroces") y el siglo IV de Guo Pu comenta que otra montaña era el hábitat de los pandas mo (㹮). 
La descripción de Nanshan (南山, South Mountain) dice: "En su cima hay cantidades de cinabrio granular [丹 粟]. El río Cinnabar nace aquí y fluye hacia el norte para desembocar en el río Rapids. Entre los animales en esta montaña hay numerosos leopardos salvajes [猛豹]. Sus pájaros son en su mayoría cucos [尸鳩]." (Tr. Birrell, 2000: 15). 
Guo Pu dice: "El feroz leopardo se parece al oso pero es más pequeño. Su pelaje es delgado y brillante; puede comer serpientes y comer cobre y hierro; viene de Shu. Alternativamente, el gráfico bao 豹 se escribe hu 虎 [tigre]." (猛豹似熊而小毛淺有光澤能食蛇食銅鐵出蜀中豹或作虎)) (tr. Harper, 2013: 220). El sub-comentario de Hao Yixing (郝懿行) identifica mengbao < *mˁrəŋʔpˁ‹r›u (猛豹, "leopardo feroz") o menghu < *mˁrəŋʔqʰˁraʔ (猛虎, "tigre feroz") pronunciado de manera similar a  mobao < *mˁakpˁ‹r›u (貘豹," leopardo panda "). 
La descripción de Shanhai jing de Laishan (崍山, Lai Mountain) dice: "En la cara sur de la montaña hay cantidades de oro amarillo, y en su cara norte hay numerosos alces y grandes ciervos [麋麈]. Sus árboles son en su mayoría sándalo y tinte morera [檀柘]. Sus plantas son principalmente chalote y ajo [薤韭], y muchos iris [葯]. Hay pieles de serpiente desprendidas [空奪] en esta montaña" (tr. Birrell, 2000: 88). Guo identifica la montaña Lai con la montaña Qionglai (en el antiguo Shu, hoy Sichuan), señala que era el hábitat del mo (㹮) y dice: "Mo se parece a un oso o un bo blanco y negro, y también come cobre y hierro" [㹮似熊而黒白駮亦食銅鐵也] (tr. Adaptado de Harper, 2013: 185). Bo (駁, "contradecir") nombra a "una bestia mítica como un caballo con dientes de sierra que come tigres y leopardos". 
A pesar de las similitudes entre cómo el comentario Erya de Guo Pu describe el mo (貘, "panda"), y sus descripciones del mo (㹮, "panda") en Lai Mountain y mengbao (猛豹, "leopardo feroz") en la South Mountain; claramente no identifica al mengbao o menghu de pelo fino como el panda blanco y negro, sino más bien como otro animal de Shu que come metal y que se parecía a un oso (Harper 2013: 221).

### Shuowen jiezi
Xu Shen, cerca de 121, en la definición del diccionario de caracteres chinos Shuowen jiezi de mo (貘) dice: "se parece al oso, de color amarillo y negro, proviene del reino Shu" (la región de Sichuan actual). El comentario de Duan Yucai en 1815 al Shuowen jiezi identifica a mo como la "bestia devoradora de hierro" (鐵之獸) o el "leopardo feroz" de Shanhai jing (猛豹). Él dice que "los animales aún habitaban la parte oriental de Sichuan, y eran una molestia para los lugareños que recolectaban leña en las montañas y que necesitaban hierro para alimentar a los pandas hambrientos de metal". La gente deshonesta vende dientes de panda como reliquias falsas de Śarīra budista". (Harper 2013: 185). El motivo cultural de los animales que se alimentan de metal no era exclusivo del panda ni de China, y para el siglo III o IV este folclore se produjo desde el Mediterráneo hasta China y, a menudo, en relación con la forja y la metalurgia (Harper 2013: 223). 
La evidencia del Erya y Shuowen jiezi indica que los lectores anteriores a Han y Han conocían al panda gigante con el nombre de mo, entendindo que era como un oso y pertenecían a la categoría de leopardo (Harper 2013: 221).

### Poesía temprana
Comenzando con la dinastía Han, el panda gigante era un tropo popular en la poesía clásica china. Mo apareció por primera vez en Sima Xiangru, alrededor de 138 a. C. Shanglin fu (上林賦, Rapsodia en el parque Shanglin). El parque de caza Shanglin (Supreme Grove) del emperador Wu de Han, al oeste de la capital, Chang'an, que contenía vida silvestre de toda China, organizada por hábitat. Las doce Bestias del Sur, donde "En invierno más profundo que hay germinación y el crecimiento, aguas burbujeantes, y la creciente olas," incluido el panda gigante mo (tr "Tapir" por Knechtges 1982. 2: 89), cebú, de yak, sambar, elefante y rinoceronte. Las excavaciones arqueológicas confirmaron al panda gigante como objeto de espectáculo en el mismo siglo. La colección de animales de la emperatriz viuda Bo (m. 155 a. C.) incluía un panda gigante, rinoceronte, caballo, oveja y perro; lo que implica que, además de las representaciones de animales y la caza, "podemos imaginar a la élite observando al panda gigante y otros animales salvajes a corta distancia en recintos" (Harper 2013: 221). 
El panda gigante apareció luego en la rapsodia de Yang Xiong (53 a. C. - 18 d. C.) en la capital de Shu (actual Chengu) que enumera mo entre la vida silvestre de la Montaña Min, al norte de la ciudad. Tanto Sima Xiangru como Yang Xiong eran nativos de Shu, y probablemente conocían al panda gigante por experiencia personal (Harper 2013: 222). 
Zuo Si (c. 250 - c. 305) mencionó el mo en los pasajes de caza de sus rapsodias en las capitales del sur de Shu y Wu. En la capital de Wu (Wuxi en Jiangsu) los cazadores "pisotearon chacales y tapires" (tr. Knechtges 1982 1: 413) o "patearon dholes y pandas gigantes" (tr. Harper 2013: 222;蹴 豺 獏), y en la cacería de Shu "Empalan a la bestia que come hierro" (戟食鐵之獸) y "Disparan al venado que traga veneno" (射噬毒之鹿豺) (tr. Knechtges 1982 1: 365, traduciendo "bestia que come hierro" como tapir malayo). El comentario de Liu Kui (劉逵, fl. C. 295) dice que se encontraron mo pandas en Jianning (建寧), el actual condado de Chengjiang, Yunnan, y escribe "bestia devoradora de hierro" repitiendo la creencia común de que el panda gigante podría consumir rápidamente grandes cantidades de hierro simplemente lamiendo con la lengua.

### Shenyi jing
Un animal llamado nietie 齧鐵 "masticadora de hierro" se menciona en el Shenyi jing (神異經 "Clásico sobre maravillas divinas"), una colección de información regional sobre criaturas maravillosas, que tradicionalmente se atribuye a Dongfang Shuo (c. 160 a. C. - c. 93 a. C.) pero es más probable que date del siglo II d. C. "En el barrio sur hay una bestia con cuernos y pezuñas cuyo tamaño es como el búfalo de agua. Su pelaje es negro como la laca. Come hierro y bebe agua. Sus heces se pueden usar para fabricar armas cuya nitidez es como el acero. Su nombre es "masticador de hierro". (南方有獸毛黑如漆食鐵飮水名齧鐵) (tr. Harper 2013: 223). Una cita del siglo X que no se encuentra en el texto transmitido de Baopuzi se refería al "masticador de hierro" Shenyi jing, "El maestro Dongfang reconoció a la bestia tragadora de hierro" (東方生識啖鐵之獸). 
Aunque los orígenes del tema o motivo chino sobre la habilidad de comer metal son inciertos, siguió siendo una característica identificatoria del mo hasta el siglo XIX cuando Duan Yucai lo notó. Harper propone que el nietie "masticador de hierro" encarnara este motivo, y aunque el mo panda ya estaba asociado con la blancura y el metal, el maravilloso "masticador de hierro" se sumó a su identidad cultural (2013: 224).

### Bencao gangmu
La sección 1596 del Bencao Gangmu (Compendio de Materia Medica) de Li Shizhen sobre medicinas animales nombra al mo (貘) entre las entradas de leopardo y elefante. 
 Las pieles se usan como alfombras y colchones. Es un buen absorbente de vapores corporales. Es como un oso, cabeza pequeña, pies cortos, con una piel rayada en blanco y negro. El pelo es corto y brillante. Le gusta comer cosas de cobre y hierro, bambú, huesos y serpientes venenosas. La gente local pierde sus hachas y utensilios de cocina. La orina puede disolver el hierro. Sus articulaciones son muy rectas y fuertes, los huesos son sólidos sin médula. En la dinastía Tang fue un motivo favorito para las mamparas. Se reproduce en el Monte Emei, Szechuan y Yunnan. Tiene una nariz como un elefante, ojos como un rinoceronte, cola como una vaca y pies como un tigre. Los dientes y los huesos son tan duros que las aspas de los ejes se rompen. Disparar no afecta los huesos. Se dice que el cuerno de antílope puede romper un diamante, al igual que los huesos de un tapir. (tr. Read 1931, no. 353, traduciendo "tapir malayo"). 
 Li Shizhen enumera tres animales asociados: Nietie (齧鐵), "Una especie del sur. Del tamaño del búfalo de agua, negro y brillante. Las heces son tan duras como el hierro. Se registró un animal de 7 pies de altura que podía viajar 300 li al día". Un (豻), "Una bestia monstruosa y terrible que produce un cuerno. [Diccionario de Giles], el tapir. Algunos estudios lo alían con el mastín mongol [Hugou (胡 狗)]. Es como un zorro negro, de 7 pies de largo, en su vejez tiene escamas. Puede comer tigres, leopardos, cocodrilos y metales. Los cazadores le tienen miedo". Jiaotu (狡兔), "En las montañas K'un-Wu hay un animal parecido a un conejo que come hierro. El macho es amarillo y la hembra blanca" (tr. Read 1931, no. 353a-c). 
Li también le da tres usos medicinales al mo : Pi (皮, piel), "Dormir sobre él eliminará los forúnculos de calor y evita la humedad y las infecciones graves". Gao (膏, grasa), "Para carbuncos. Se absorbe bien". Shi (屎, heces), "Tomado para disolver objetos de cobre o hierro que se han tragado accidentalmente". (tr. Read 1931, no. 353). 

## Quimeramíticamo

Ilustración en madera del mo (貘), 1609, Sancai Tuhui.

Ilustración en madera del mo (貘), 1712, Wakan Sansai Zue.

Ilustración en madera del mo (貘), 1725, Gujin Tushu Jicheng.

Ilustración en madera del mo (貘), 1801, Erya Yintu (爾雅音圖).

Desde la dinastía Han hasta la dinastía Tang (618–907), el nombre del panda gigante mo se refería constantemente a un exótico animal blanco y negro con forma de oso que se encuentra en el sur de China, con una piel que repele la humedad y leyendas sobre sus huesos sólidos, duros dientes y su habilidad de comer metal. Las pieles de panda gigante eran artículos de lujo y el emperador Taizong de Tang (r. 626-649) presentó pieles de mo como obsequios de banquete a un grupo selecto de funcionarios (Harper 2013: 205). 
Luego, en el siglo IX, el poeta Tang y funcionario del gobierno Bai Juyi (772–846) popularizó el nombre mo que denota una fantástica quimera mitológica con componentes de trompa de elefante, ojos de rinoceronte, cola de vaca y patas de tigre, dibujos que supuestamente eran capaces de repeler los contagio y el mal. La mitología china tiene una larga tradición quimérica de bestias compuestas o híbridas con partes de diferentes animales (Loewe 1978, Strassberg 2002: 43-45). Algunos ejemplos son el denglong, kui, fenghuang y elqilin. En la mitología comparativa, muchas culturas tienen híbridos de cuatro partes de animales que combinan cuatro tipos de partes de animales, comparables al "cuadripartito mo" chino. 

 Bai Juyi escribió acerca de sufrir dolores de cabeza: tóufēng (頭風, lit. "viento en la cabeza") que según la teoría médica tradicional fueron causados por las "dolencias" por el feng (風, viento) (cf. Teoría del miasma occidental), y usó una mampara plegable conocida como píngfēng (屏風, "mampara/pared de viento") para evitar corrientes de aire. El poeta encargó a un artista que pintara un fabuloso mo en su mampara, que Bai disfrutó tanto que compuso Moping zan (貘屏贊, Mo mampara plegable peán) en 823. El prefacio explica: 
 El mo tiene trompa de elefante, ojos de rinoceronte, cola de vaca y patas de tigre [貘者象鼻犀目牛尾虎足]. Habita en las montañas y valles del sur. Dormir sobre su piel repele el contagio [寢其皮辟瘟]. Dibujar su forma repele el mal [圖其形辟邪]. En el pasado sufría de la cabeza debido al viento [病頭風], y cada vez que dormía siempre me protegía la cabeza con una mampara pequeña. Por casualidad conocí a un pintor y lo hice dibujar (el mo). Noto que en el Shanhai Jing esta bestia come hierro y cobre, y no come nada más. Esto me conmovió y ahora he compuesto un himno para él. (tr. Harper 2013: 204-205). 
 Bai usó dos términos medicinales chinos para lo que una imagen mo repele específicamente: wēn (瘟, "epidemia; infección") y xié (邪, "mal; influencias poco saludables que causan enfermedades"). Las fuentes chinas anteriores sobre mo no mencionaron dibujar uno para repeler el mal a través de la magia apotropaica, y los artistas eran libres de dar forma a la bestia híbrida sin hacer referencia al panda gigante (Harper 2013: 205). El baku japonés (獏) cambió el mito chino sobre la imagen de prevención de enfermedades a devorador de sueños para evitar pesadillas. 
La referencia de Bai "come hierro y cobre, y no come nada más" proviene del comentario del siglo IV de Guo Pu al Shanhai jing y no al texto clásico anterior a Han. El propio Shanhai jing menciona al "leopardo feroz" de mengbao en la Montala del Sur, que Guo señala como una bestia comedora de metal similar al mo, y menciona a Lai Mountain, que él describe como un hábitat del mo. La lectura de Bai Juyi del Shanhai jing con el comentario de Guo combinó al "leopardo feroz" y al "panda" como el mismo animal que come metal (Harper 2013: 220). 
El 863 Youyang zazu de Duan Chengshi (Bocados variados de Youyang) es una miselánea de leyendas e historias, incluido el panda gigante bajo el nombre de moze (貘澤, lit. "panda marsh"). "El moze 貘澤 es tan grande como el perro. Su grasa tiene la calidad de dispersarse y alisarse. Cuando se coloca en las manos o cuando se almacena en recipientes de cobre, hierro o cerámica, los impregna por completo. Cuando está contenido en hueso, no gotea" (tr. Harper 2013: 205-206). Este contexto de Youyang zazu es el único registro inicial existente de la palabra moze < mækdræk del chino medio, que Harper explica como un juego de palabras Tang con la maravillosa criatura de baize < bækdræk (白澤, White Marsh). Supuestamente, su omnisciencia de las criaturas sobrenaturales del mundo se escribió como el periodo Baize tu (白澤圖, diagramas de White Marsh), que eran dibujos iconográficos populares utilizados para proteger al hogar del daño. Harper sugiere un origen para la trompa de elefante del mo. En los siglos VIII y IX, la deidad india con cabeza de elefante Ganesha fue la contraparte budista del popular protector espiritual chino Baize (2013: 206-207). 
En los siglos posteriores a la dinastía Tang, las ideas e impresiones del pueblo chino sobre el mo se obtuvieron principalmente de antiguos relatos textuales e ilustraciones en libros impresos en madera, no de la naturaleza. Las ilustraciones en bloques de madera del mo poseen variaciones de los componentes descritos por Bo Juyi: tronco de rinoceronte, ojos de vaca, cola de tigre, regularmente con la trompa de elefante, pero no de manera consistente. Los detalles a veces se combinaban selectivamente, como cuando las características de oso se mezclan con la trompa de un elefante (Harper 2013: 208). Por ejemplo, el diccionario Piya, compilado por Lu Dian (陸佃) (1042-1102), describió el mo como: "parecido al oso con trompa de elefante, ojos de rinoceronte, cabeza de león, piel de dhole. Sus heces pueden convertirse en armamentos que cortarán el jade, su orina puede disolver el hierro [convirtiéndolo] en agua". (貘似熊獅首豺髲鋭鬐卑脚糞可爲兵切玉尿能消鐵爲水). 
La ilustración más antigua de un mo data de la dinastía Song (960–1279) o la dinastía Yuan (1271–1368). Se encuentra en el Erya yintu (爾雅音圖, Erya Pronunciaciones e Ilustraciones), edición de 1801, facsímil en madera existente de la copia del manuscrito facsímil Yuan de una edición ilustrada de la Canción del Erya. La cabeza con orejas y tronco parece más un elefante que las ilustraciones chinas y japonesas posteriores en las que Abel-Rémusat reconoció al tapir. La principal diferencia es el pelaje, que se representa con una sección media blanca, y es el único detalle que conecta al mo cuadripartito con el panda gigante en la naturaleza, cuyo pelaje tiene hombros y piernas negros con blanco en el medio. La ilustración en Erya yintu es el único ejemplo temprano de esta representación del mo en blanco y negro. (Harper 2013: 209). 

## Motapir malayo

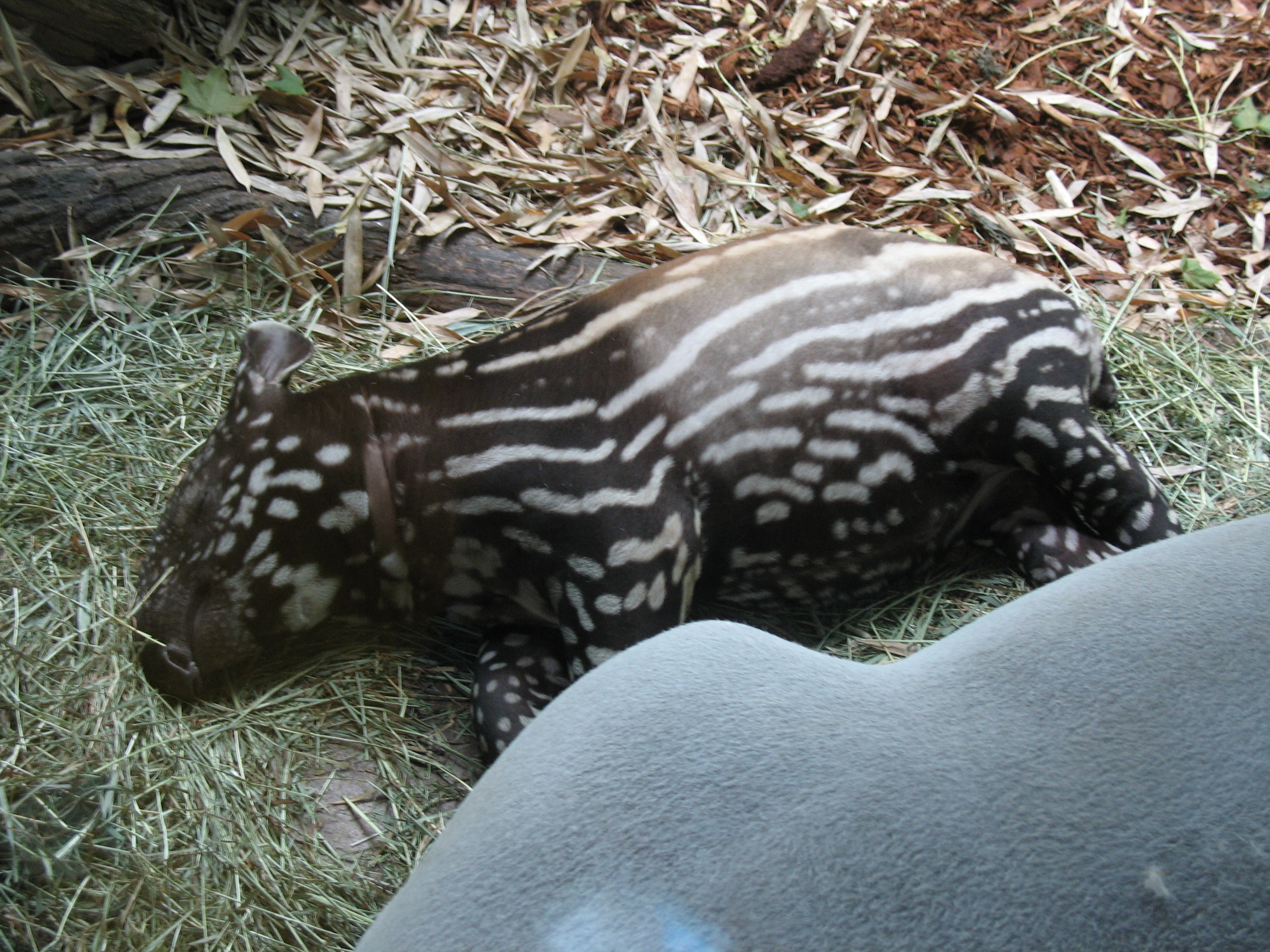
Tapir juvenil malayo con marcas moteadas.

Hasta finales de la dinastía Qing (1644-1912), el nombre chino mo (貘) continuó refiriéndose tanto a "panda gigante" como a "quimera con trompa de elefante, ojos de rinoceronte, cola de vaca y patas de tigre", y debido a la confusión de Jean-Pierre Abel-Rémusat en la década de 1820, mo fue identificado erróneamente como el recientemente descubierto "tapir malayo". 

 En 1416, Ma Huan (c. 1380–1460), que acompañó al almirante Zheng He en tres de sus siete expediciones a los océanos occidentales, registró el primer avistamiento chino de un tapir en Palembang, Sumatra del Sur . Yingya Shenglan de Ma (El reconocimiento general de las orillas del Océano) dice: 
 Además, las montañas producen una especie de bestia espiritual cuyo nombre es shenlu 神鹿 "espíritu ciervo". Se asemeja a un cerdo grande y tiene aproximadamente tres pies de altura. La mitad delantera es completamente negra y una parte del sector trasero es blanca; el pelo es fino y uniformemente corto; y su apariencia es atractiva. El hocico se asemeja al del cerdo sin ser plana. Las cuatro pesuñas también se parecen a las del cerdo, pero con tres dedos. Solo come plantas o cosas leñosas; no come alimentos o carne de sabor fuerte. (tr. Harper 2013: 204). 
 Algunos de los primeros estudiosos, que desconocían el zyinluwk chino medio, dicen que los habitantes de Sumatra nunca llamaron al tapir "ciervo divino" y propusieron que shenlu (神 鹿) transcribía el nombre malayo tenuk, sugiriendo el "dialecto Hylam" de Hainanese que pronuncia estos caracteres como tinsin (Maxwell et al. 1909: 97-98). 
Cerca de 437 el Libro de los últimos Han (86, Tratado sobre el Nanman) mencionó un shenlu sureño diferente (神鹿): "En Yunnan, hay un espíritu de ciervo de dos cabezas que puede comer plantas venenosas". (雲南縣有神鹿兩頭能食毒草). En el siglo IV Huayangguo zhi indica que el shenlu fue encontrado en la montaña Xiongcang (雄倉山). 
Mientras estudiaba medicina en el Collège de France, Jean-Pierre Abel-Rémusat (1788-1832) quedó fascinado con una farmacopea china y aprendió a leer chino estudiando durante cinco años el diccionario Zhengzitong (Dominio correcto de caracteres) de 1671. Su entrada de mo (貘) dice: "Los dientes son tan duros que romperán un martillo de hierro en pedazos. El fuego no afectará los dientes, que solo se pueden romper con el cuerno de un antílope ". (齒最堅以鐵鎚之鐵皆碎落 火不能燒惟羚羊角能碎之). Se convirtió en profesor titular inaugural de la cátedra en idiomas chino y "tártaro-manchú" en el Collège de France en 1814. 
El zoólogo Georges Cuvier, colega en el Collège de France de Abel-Rémusat, le informó que en 1816 se había encontrado una nueva especie de tapir en la Península Malaya y Sumatra, el primer descubrimiento en Asia de un animal que los europeos habían encontrado en el Nuevo Mundo en el siglo XVI. Cuando Cuvier publicó una "osteología de tapires" revisada (1822), incluyó al tapir malayo (Tapirus indicus) y reconoció a Abel-Rémusat por mostrarle más ilustraciones de mo en libros chinos y japoneses que parecían representar un tapir. Además del hocico de elefante, ambos académicos pensaron que las marcas que se muestran en el pelaje del mo sugieren el característico pelaje rayado y manchado del joven tapir malayo (Harper 2013: 188). 
En 1824, el breve artículo de Jean-Pierre Abel-Rémusat "Sur le tapir de la Chine" fue publicado en el Journal asiatique, incluyendo una litografía del mo (貘) de Charles Philibert de Lasteyrie (1759-1849) basada en ilustraciones de bloques de madera chinos y japoneses. Este artículo seminal "combinó fuentes textuales sin distinguir el período de tiempo" y confundió el antiguo panda chino y la quimera medieval con un "tapir oriental" (T. sinensus) (Harper 2013: 188). El artículo cita primero el diccionario Kangxi Zidian de 1716 que cita pasajes de los diccionarios Erya, Shuowen jiezi y Zhengzi tong 1627, junto con el Shenyi jing y el Shiyi ji. En opinión de Abel-Rémusat, la entrada zidian de Kangxi contenía detalles fantásticos y poco confiables. Mientras que el Shiyi ji señaló que el polímato Su Song (1020-1101) describió la costumbre Tang de pintar al mo en las mamparas y citó la frase de Bai Juyi "dibujar su forma repele el mal" como corroboración, donde la definición zidiana de Kangxi no incluyó el original de Bai con la descripción de la forma cuadripartita del mo (Harper 2013: 188). Abel-Rémusat evaluó la entrada del Bencao gangmu de 1596 de Li Shizhen como la fuente más confiable, que citó a Su Song en su "trompa de elefante, ojos de rinoceronte, cola de vaca y patas de tigre". Entre las ilustraciones y el texto, Abel-Rémusat concluyó que a pesar de algunos detalles inverosímiles, el chino era obviamente el tapir. Mirando más allá de la única instancia del mo, argumentó: "Los libros chinos están llenos de observaciones sobre la historia natural de gran interés y, en general, bastante precisas. Es suficiente saber cómo distinguirlos de las fábulas que se mezclan con ellos, y esto generalmente no es tan difícil". (tr. Harper 2013: 189). Abel-Rémusat concluyó que mo era el nombre del "tapir chino" que presumía, basado en el Bencao gangmu que localizaba el hábitat del panda mo en Sichuan y Yunnan, y aún "habitaba las provincias occidentales de China y debía ser bastante común allí." 
La litografía del agrónomo e impresor Charles Philibert de Lasteyrie del mo reflejaba las ilustraciones en madera chinas y japonesas de las enciclopedias de Leishu ("libro de categorías"), que tradicionalmente copiaban imágenes de trabajos de referencia anteriores. La ilustración mo en Sancai Tuhui 1609 de Wang Qi (王圻) (Ilustraciones recopiladas de los tres reinos [cielo, tierra y humanos]) es típica, y la fuente de la litografía de 1824 de De Lasteyrie (Harper 2013: 190, Figura 13). Se copió con precisión en muchas publicaciones posteriores, por ejemplo, en 1712 por la enciclopedia japonesa Wakan Sansai Zue y en 1725 en la china Gujin Tushu Jicheng. En cada ilustración, la pata delantera izquierda elevada es evidencia definitiva de copia. La versión original de Sancai Tuhui representaba al mo con un pelaje de leopardo manchado; La entrada del mo está precedida por el chibao (赤豹, "leopardo rojo") y seguido por el pi (貔, "un animal feroz" arriba). Ambas ilustraciones fueron dibujadas con pelajes manchados. Abel-Rémusat y De Lasteyrie estaban predispuestos a ver la imagen de un tapir y percibieron el pelaje del mo como las manchas y rayas distintivas del pelaje de un tapir juvenil. El diseño de losange en el pelaje creado por De Lasteyrie difería de las ilustraciones chinas originales y reforzó la noción de "tapir chino" de Abel-Rémusat (Harper 2013: 190). 
La identificación de "tapir" para el mo de Abel-Rémusat en 1824 se adoptó rápidamente en las obras de referencia del siglo XIX, como lo ilustran las entradas de mo en los primeros tres diccionarios principales de chino-inglés. 
- "Se dice de un animal que se parece a un jabalí; tiene la trompa de un elefante, el ojo de un rinoceronte, la cola de una vaca y la pata de un tigre". (Morrison 1819, 1.2: 588).
- "Un leopardo blanco, como un oso, con una cabeza pequeña y patas duras; el cuerpo es mitad blanco y mitad negro; se dice que puede desgastar el hierro y el cobre y las articulaciones de los bambúes lamiéndolos; sus huesos son fuertes y sólidos por dentro, tienen poca médula, pero su piel no puede soportar la humedad. Otro relato dice que es de color amarillo, que sus dientes son tan duros como para romper los martillos de hierro; si se arrojan al fuego, no se quemarán, y solo el cuerno de un antílope que pueda afectarlos. Otros dicen que es de color negro y que devora los metales más duros: se dice que las armas en un arsenal militar desaparecieron y luego cavaron en el suelo y descubrieron dos de estos animales, con una cantidad de hierro en sus estómagos, que al convertirse en armas cortaría gemas como barro. A pesar de todas estas fabulosas descripciones, parece que el animal indicado es el tapir". (Medhurst 1843: 1085).
- "El tapir de Malaca ( Tapirus malayanus ), que según los chinos se encontró en Sz'ch'uen, y todavía se encuentra en Yunnan; lo describen como un oso, con un cuerpo blanco y negro, capaz de comer hierro y cobre, y que tiene dientes que el fuego no puede quemar; tiene la nariz de un elefante, ojo de rinoceronte, cabeza de león, pelo de lobo y patas de tigre; una figura distorsionada se dibujó antiguamente en mamparas como un encanto." (Williams 1889: 583).

Cinco años antes de la identificación errónea de "tapir", el 1819 A Dictionary of the Chinese Language de Robert Morrison se basó en diccionarios chino-chino y describió la quimera mo. Diecinueve años después, el Diccionario chino e inglés de 1843 de Walter Henry Medhurst resumió la entrada del diccionario Kangxi zidian para mo y agregó que era el tapir. Sesenta y cinco años después de la identificación de Abel-Rémusat y veinte antes de que el panda se conociera en Occidente, un diccionario silábico de la lengua china de 1889 de Samuel Wells Williams especificó, usando terminología temprana, mo como el tapir malayo (T. indicus), que no se encontró en China, afirma que en su lugar se encontró el panda gigante mo, en Sichuan y Yunnan, y que combina los mitos de los primeros pandas con la quimera mo de Bo Juyi, y señala que fue dibujado en mamparas. 
La literatura zoológica occidental sobre el tapir alcanzó el período Meiji en Japón antes de la dinastía Qing en China. En 1885 Iwakawa Tomotarō (岩川友太郎) y Sasaki Chūjirō (佐々木忠次郎) publicaron Dōbutsu tsūkai (動物通解, Zoología general), que se basó principalmente en el Manual de zoología de 1873 de su maestro Henry Alleyne Nicholson, y se dio el nombre japonés al tapir como baku (貘) (1885: 146-148). En China, el diccionario enciclopédico moderno Ciyuan de la primera edición de 1915 dio dos definiciones para mo (1915: 82). La primera cita al Erya con el comentario de Guo Pu y concluyó con la opinión de Hao Yixing (1757-1825) de que mo significaba mobao (貘豹, "leopardo panda"). La segunda definición era el uso japonés moderno: "en Japón, el tapir se traduce baku (tapir 日本譯為貘). Du Yaquan (杜亞泉), editor en jefe de la primera editorial moderna china, Commercial Press, publicó Dongwuxue da cidian (動物學大辭典, Diccionario Enciclopédico de Zoología) en 1922, que reconfirmó mo como la nomenclatura zoológica estándar para el tapir (1922: 2281) Ni Dōbutsu tsūkai ni Dongwuxue da cidian incluyeron al panda gigante. (Harper 2013: 212-213). 
La primera cuenta de panda gigante en un trabajo zoológico japonés o chino fue Dōbutsugaku seigi (動物学精義, Zoología en detalle) de Eri Megumi (恵利恵) 1925-1927, que usó irowakeguma japonés (いろわけぐま) para traducir "Oso Parti-Color", que junto con "Panda gigante" fue uno de los dos nombres ingleses que se dieron en el relato de los animales del naturalista Ernest Henry Wilson en 1913 sobre el oeste de China. El detalle más notable en Dōbutsugaku seigi fue la inexplicable declaración de Eri de que en China este animal debe haber tenido el nombre mo (貘). La traducción al chino de Dōbutsugaku seigi (Li 1929) incluyó ambos nombres en la transcripción en inglés junto con dos nombres chinos mencionados por Wilson: pi (羆) y baixiong (白熊, "oso blanco"), y confirmó que la declaración mo de Eri estaba registrada en Japón y China (Du 1939, 3: 1784) (Harper 2013: 213). 
El nombre chino xiongmao (熊貓, "gato oso"), que originalmente se refería al panda menor del tamaño de un gato, aparece en dos respetados diccionarios chino-chinos de la década de 1930 que definen al panda gigante. La definición de Cihai de la primera edición de 1936 resumió la historia moderna del panda gigante, citó principalmente la actividad de los extranjeros y cometió dos errores: "Xiongmao: nombre de una criatura inusual. Habita en Xinjiang. Su cuerpo es muy grande. Es una de las criaturas inusuales más raras que sobreviven hoy. Fue descubierto hace sesenta años por el científico francés Padre David. En 1929, ciertos hermanos menores del general Roosevelt de Estados Unidos lo capturaron por primera vez para exhibirlo en el Field Museum de Chicago. La clasificación adecuada de este animal aún no está determinada" (tr. Harper 2013: 215). Las ediciones posteriores de Cihai no corrigieron los errores de la entrada de xiongmao sobre Xinjiang en lugar de Sichuan y sobre los hermanos de Theodore Roosevelt, que realmente eran sus hijos. La definición del Guoyu cidian de 1937 (國語 辭典, Diccionario del Idioma Nacional) de xiongmao repitió el error de Cihai sobre un hábitat de Xinjiang, pero se corrigió en la edición revisada de 1947 para leer, "habita la parte occidental de Sichuan". Además, la edición revisada distinguió los dos tipos de panda: da xiongmao ("gato oso grande", panda gigante) y xiao xiongmao ("gato oso pequeño", panda menor) (Harper 2013: 215). 
Hasta la década de 1970, las obras de referencia definían uniformemente el chino mo como el nombre científico para "tapir". Por ejemplo, la familia Tapiridae es moke chino (貘科) y el género Tapirus es moshu (貘属). "La especulación de un hombre condujo a un evento de amnesia cultural moderna y el panda gigante fue borrado del registro de la civilización china premoderna". (2013: 187). En la China moderna, el zoólogo Gao Yaoting (高耀亭) escribió el artículo más temprano (1973) para confirmar que mo fue históricamente el nombre del panda gigante. Gao distinguió entre las fuentes antiguas que decían que el animal llamado mo era como un oso y que la materia médica identificó como el panda gigante y la invención literaria medieval de una fantástica quimera elefante-rinoceronte-vaca-tigre que introdujo Bo Juyi. Al no estar familiarizado con el artículo de Abel-Rémusat de 1824, Gao conjeturó que la literatura zoológica occidental de mediados del siglo XIX conocía al panda gigante por los nombres locales de Sichuan huaxiong (花熊, "oso florido") y baixiong (白熊, "oso blanco").
En el oeste, Donald Harper, un sinólogo especializada en antiguos manuscritos chinos, escribió una historia cultural del panda gigante mo (2013). Traza meticulosamente la extraña historia del nombre mo desde textos anteriores a Han que se refieren al panda gigante, a la creencia Tang de que las imágenes de la fantástica quimera con trompa de elefante evitarían enfermedades, hasta la identificación errónea de 1820 de mo como un supuesto "tapir chino", que se hizo comúnmente aceptado como un hecho científico. Además de restaurar el nombre y la representación del panda gigante a principios de China, Harper también brinda "una lección de práctica académica para todos los que usamos textos y materiales afines para especular sobre el pasado de China y tratar de presentar los hechos" (2013: 187). 

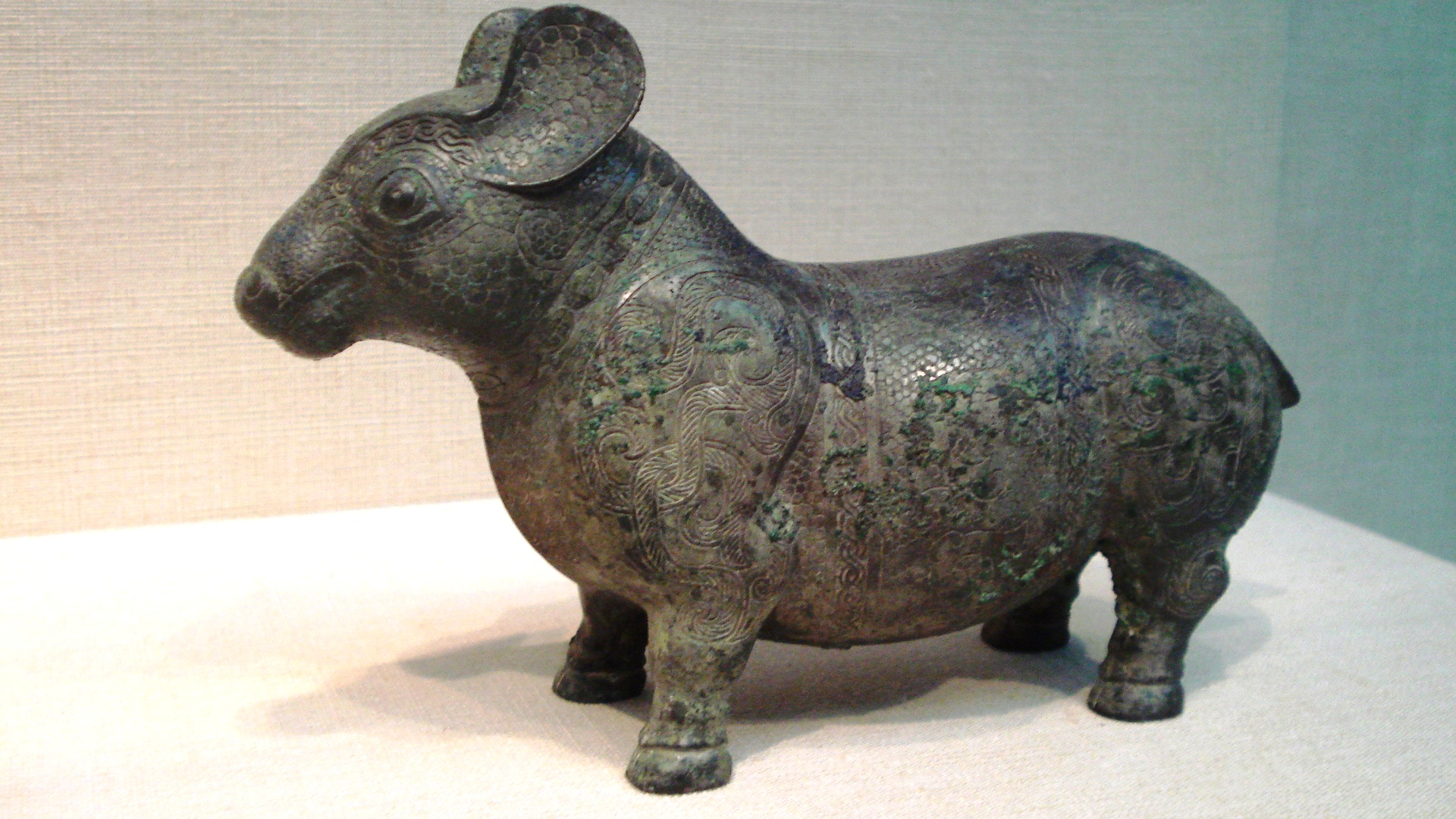
Dinastía Zhou del este, bronce con forma de animal, c. 6to-5to siglo a. C., Freer Gallery of Art

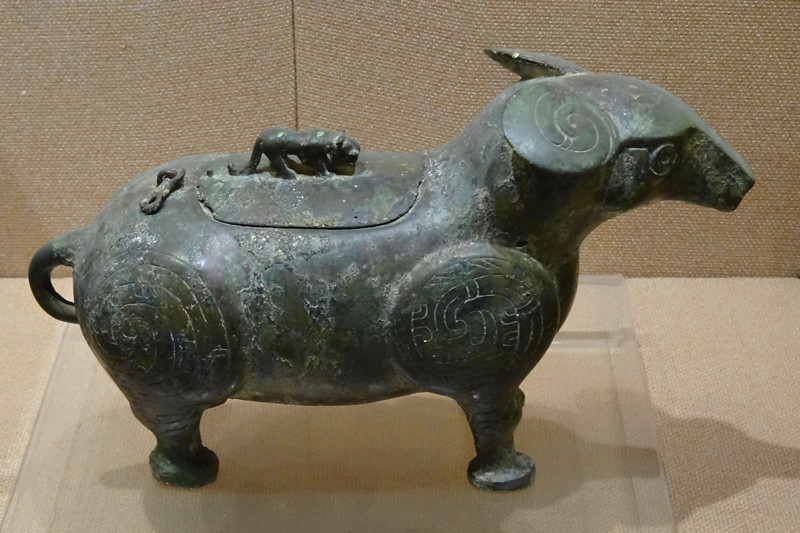
Vasija de vino zun de bronce con forma animal, de la dinastía Zhou occidental, c. Siglo X a. C., Museo de Bronce Baoji

Identificar los antiguos ritórficos bronces chinos rituales como "tapires" proporciona un ejemplo final de los malentendidos sobre el mo. Algunos eruditos modernos, sin darse cuenta de que mo no denotó el tapir hasta el siglo XIX, identifican un tipo de bronces en forma de animales de la dinastía Zhou como tapires, en paralelo con la falacia de Abel-Rémusat: "Si la criatura representada en una imagen u objeto antiguo se parece lo suficiente a la criatura que reconocemos en la naturaleza, debe ser la criatura que reconocemos" (Harper 2013: 195). Dos ejemplos de bronces zoomórficos vistos como tapires mo datan de los períodos de Zhou occidental (c. 1046–771 a. C.) y Zhou oriental (770–255 a. C.). 
William Watson fue el primero en aplicar la etiqueta "tapir" a un bronce chino, identificando uno en un conjunto de cuatro esculturas de Zhou del Este saqueadas en Shanxi durante la década de 1920 (Rawson 1990: 708-711), que se exhiben en el Museo Británico y Freer Gallery of Art (1962: pl. 79c). Thomas Lawton dijo más tarde que el cuadrúpedo "tiene un parecido general con un tapir" (1982: 77). Se descubrieron moldes de arcilla para fundir este tipo de escultura en la excavación de una antigua fundición de bronce en Houma, Shanxi, que fue la capital del Estado Jin durante los siglos VI y V a. C. 
Un ejemplo anterior de Zhou occidental es un recipiente de vino zun zoomorfo en el Baoji Bronzeware Museum descubierto en la década de 1970 en Rujiazhuang (茹家莊), Baoji, Shaanxi, con un hocico largo que sirve como pico, y que el informe preliminar describió como en forma de oveja con cuernos rizados. Hayashi Minao (林已奈夫, 1983) identificó a este animal como un tapir, y trató los cuernos zoológicamente imposibles como orejas en forma de espiral que significaban el poder sobrenatural de audición del tapir, sin ninguna evidencia de apoyo. Sun Ji (孫機, 1986) también creía que era un tapir malasio estilizado, y lo reconoció como el mo quimérico con trompa de elefante que describió Bo Yuji, ignorando las descripciones tempranas uniformes del mo como un oso (Harper 2013: 197-199). 